# Parachaeturichthys
Parachaeturichthys là một chi cá bống trong họ Gobiidae thuộc bộ cá vược, gồm các loài bản địa của vùng nước sâu thuộc Ấn Độ Dương và Tây Thái Bình Dương.

## Các loài
Hiện hành có 02 loài được ghi nhận trong chi này:
- Parachaeturichthys ocellatus (F. Day, 1873)
- Parachaeturichthys polynema (Bleeker, 1853) (Taileyed goby)